# بامسس ونر
بامسس ونر (به انگلیسی: Bamses Venner) گروه موسیقی دانمارکی است.
آن‌ها نماینده دانمارک در یوروویژن ۱۹۸۰ بودند.